# Gboma Dessi
Gboma Dessi is een traditioneel gerecht uit de Togolese keuken. Het wordt beschouwd als een heerlijk en populair gerecht in Togo en de omliggende regio's. Het gerecht staat bekend om zijn rijke smaken en wordt vaak geserveerd bij speciale gelegenheden en festiviteiten.
Gboma Dessi is een stoofpot en het hoofdingrediënt is okra wat soms gboma wordt genoemd. Daarnaast zijn Gbotemi kruidenmix, ui en tomaten belangrijke ingrediënten. Er wordt soms vis of rundvlees in gedaan, afhankelijk van de gewenste smaak. Net als de meeste gerechten in West-Afrika wordt er met palmolie gekookt.
Gboma Dessi is uitgevonden door het Ewe-volk uit Togo, Benin en Ghana. Er wordt verondersteld dat het gerecht van oorsprong uit de stad Kpalimé in de provincie Plateaux komt; de exacte plaats is niet bekend. Gboma Dessi wordt gegeten met basmatirijst of akume. Akume is fufu maar dan met maïsmeel. Het is een bekend soort fufu uit Togo. Gboma Dessi wordt in het Frans sauce feuille genoemd.